# Kill Bill (песня SZA)
«Kill Bill» — песня американской певицы SZA, вышедшая 10 января 2023 года из её второго студийного альбома SOS (2022). Песня получила своё название от кинодилогии фильмов режиссёра Квентина Тарантино «Убить Билла» (2003—2004) о боевых искусствах, в которой речь идет об убийце по имени Невеста и её стремлении отомстить своему бывшему парню с помощью убийства. Зеркально отражая сюжет фильма, текст песни рассказывает о фантазии SZA убить бывшего парня и его новую девушку из ревности. «Kill Bill» — это песня в стиле R&B, построенная на среднетемповом, грувовом ритме и отстроенной мелодии. Под влиянием поджанра хип-хопа «boom bap» в песне используются гитары, бас и флейта, семплированная с синтезатора Prophet-6. Откровенное исследование нефильтрованных, жестоких эмоций SZA стало предметом похвалы критиков. Они сочли её фантазии об убийстве экстремальными, но в какой-то степени понятными, благодаря лежащим в их основе чувствам о том, что ради любви можно пойти на всё.
Достигнув успеха на потоковых сервисах, «Kill Bill» стал номером один в семи странах мира и вошел в топ-10 ещё в восьми. Она принесла SZA её первый номер один в Billboard Global 200. 10 января 2023 года RCA Records отправила песню на радио США в качестве пятого сингла с альбома SOS, объяснив это решение её потоковыми показателями. Через три месяца после выхода ремикса с участием американскоё рэперши Doja Cat сольная версия песни «Kill Bill» возглавила Billboard Hot 100, став первым её синглом, которому это удалось, после восьми недель пребывания на второй позиции. Она сравнялась с тремя другими песнями по количеству недель, проведенных на втором месте до достижения вершины. В Hot R&B/Hip-Hop Songs песня «Kill Bill» побила рекорд, установленный песней «Old Town Road» (2019), как самый продолжительный номер один в этом чарте, продержавшись 21 неделю.

## История
SZA намекнула на возможный выпуск своего второго альбома уже в августе 2019 года, во время интервью с DJ Kerwin Frost. По её словам, он сохранил откровенные и личные качества Ctrl. По её словам, альбом был «еще больше похож на то, как я меньше боюсь, кто я, когда у меня нет выбора? Когда я не пытаюсь контролировать себя и сдерживать». Когда SZA сотрудничала с Cosmopolitan для их февральского номера 2021 года, она рассказала о своем творческом процессе. Она заявила: «Этот альбом будет тем дерьмом, которое заставило меня почувствовать что-то в моём… здесь и здесь», указывая на свое сердце и нутро.
Один из треков с альбома, озвученный SOS, называется «Kill Bill». Он получил своё название от фильмов «Убить Билла» (2003—2004), дуэли фильмов о боевых искусствах режиссёра Квентина Тарантино. В центре сюжета — Беатрикс «Невеста» Киддо и её планы по убийству Билла, главы вражеского отряда убийц Deadly Viper, членом которого она была в прошлом. Билл был бывшим любовным интересом, которому не удалось убить Киддо в день её свадьбы. Во время просмотра фильмов Билл привлек внимание SZA. Она нашла его сложным и нюансированным персонажем, который «не понимает, почему он сделал то, что сделал».

## Отзывы
Зои Гай из Vulture отметила, что песня является неотъемлемой частью «арсенала отсылок к поп-культуре» на протяжении всего альбома, и указала на «уже хорошо звучащую лирику о взрослении». Nylon выбрал трек в качестве самой важной песни альбома, похвалив способность исполнительницы показать собственные эмоции через «разворачивание дневниковых токсичных мыслей и худших сценариев». Шепард назвал песню «колыбельной для сталкеров», которую певица использует, чтобы передать «все свои самые мрачные мысли». Джон Парелес из The New York Times считает, что Роу звучит «одновременно легкомысленно и опасно» в этой «плюшевой R&B-балладе».
Обсуждая, почему песня стала коммерчески успешной и была тепло принята критиками и поклонниками, авторы Billboard указали на эмоциональное воздействие её текста. Они нашли мелодраматическую природу «Kill Bill» забавной и написали, что, хотя чувства, выраженные в тексте, были экстремальными, в песне есть определённая степень родства с исследованием насилия во имя любви. Как написала одна из них, Сидни Ли, «хотя я, конечно, не призываю никого действовать в соответствии с этим, какая женщина (особенно) не была эмоционально там раньше? Кроме того, люди просто обожают насилие и, похоже, испытывают странное восхищение динамикой отношений „безумных влюбленных“ — и поскольку это второй трек SOS, мне показалось, что он задает тон всему альбому».

## Награды и номинации
В списке лучших песен 2023 года журнала Rolling Stone трек «Kill Bill» занял 16 место.
| Год  | Награда                 | Категория                                  | Результат | Ссылка |
| ---- | ----------------------- | ------------------------------------------ | --------- | ------ |
| 2023 | BET Awards              | Video of the Year                          | Победа    | [ 18 ] |
| 2023 | BET Awards              | Viewer’s Choice Award                      | Номинация | [ 18 ] |
| 2023 | MTV Video Music Awards  | Video of the Year                          | Номинация | [ 19 ] |
| 2023 | MTV Video Music Awards  | Song of the Year                           | Номинация | [ 19 ] |
| 2023 | MTV Video Music Awards  | Best Direction                             | Номинация | [ 19 ] |
| 2023 | MTV Video Music Awards  | Best Editing                               | Номинация | [ 19 ] |
| 2023 | MTV Video Music Awards  | Song of Summer                             | Номинация | [ 20 ] |
| 2023 | MTV Europe Music Awards | Best Song                                  | Номинация | [ 21 ] |
| 2023 | MTV Europe Music Awards | Best Video                                 | Номинация | [ 21 ] |
| 2023 | UK Music Video Awards   | Best R&B/Soul Video — International        | Ожидается | [ 22 ] |
| 2023 | Billboard Music Awards  | Top Hot 100 Song                           | Номинация | [ 23 ] |
| 2023 | Billboard Music Awards  | Top Streaming Song                         | Номинация | [ 23 ] |
| 2023 | Billboard Music Awards  | Top Billboard Global 200 Song              | Номинация | [ 23 ] |
| 2023 | Billboard Music Awards  | Top R&B Song                               | Победа    | [ 23 ] |
| 2023 | Soul Train Music Awards | Song of the Year                           | Номинация | [ 24 ] |
| 2023 | Soul Train Music Awards | Video of the Year                          | Номинация | [ 24 ] |
| 2023 | Soul Train Music Awards | The Ashford and Simpson Songwriter’s Award | Номинация | [ 24 ] |
| 2024 | Grammy Awards           | Record of the Year                         | Ожидается | [ 25 ] |
| 2024 | Grammy Awards           | Song of the Year                           | Ожидается | [ 25 ] |
| 2024 | Grammy Awards           | Best R&B Performance                       | Ожидается | [ 25 ] |

## Коммерческий успех
Песня «Kill Bill» имела успех на сервисах потокового вещания, две недели возглавляла чарт Billboard Global 200 и четыре недели возглавляла чарт Streaming Songs. Это была первая песня SZA, возглавившая Billboard Global 200, и она сделала это в начале января 2023 года благодаря примерно 64 миллионам международных стрим-потоков. За три недели до этого песня дебютировала в топ-5 с 57,9 миллионами потоков, 36,9 миллиона из которых были из США. С такими показателями потокового вещания в США за первую неделю, «Kill Bill» дебютировал на первом месте в списке потоковых песен в выпуске от 24 декабря 2022 года и стал её первой песней номер один. Она стала первой непраздничной песней с 2018 года, занявшей первое место в чарте на рождественской неделе.
С песнями «Kill Bill» и «Nobody Gets Me», ещё одним треком с альбома, SZA получила свои шестую и седьмую песни в топ-10 в США. Тем временем в Канаде «Kill Bill» дебютировала под номером 5, а затем достигла вершины на 4-м месте. SZA достигла своего самого высокого дебюта в Billboard Hot 100, когда песня вошла в чарт как альбомный трек в декабре 2022 года под номером три. До «Kill Bill» песня «Kiss Me More» была её самой рейтинговой песней с вершиной на уровне номера три. Песня «Kill Bill» превзошла рекорд, поднявшись до второго места на пятой неделе своего пребывания в чарте. Благодаря выходу песни на радио и премьере клипа, её стрим-потоки выросли на 11 %, аудитория эфира — на 742 %, а цифровые загрузки — на 37 % по сравнению со статистикой четвёртой недели.
Песня провела 17 из своих первых 18 недель в Billboard Hot 100 в первой десятке. Из этих 18 недель 8 были проведены на втором месте. Три песни не позволили «Kill Bill» занять первое место в течение нескольких недель подряд оставаясь на втором месте. Это «Anti-Hero» (2022) Тейлор Свифт, «Flowers» (2023) Майли Сайрус и «Last Night» (2023) Моргана Уоллена. После 8 недель пребывания на втором месте песня «Kill Bill» возглавила Billboard Hot 100, став первым номером один для SZA в США. Она сравнялась с тремя другими песнями по количеству недель на втором месте до достижения вершины, уступив только «Bad Guy» (2019) Билли Айлиш (она 9 недель ждала на втором месте своего восхождения на вершину). За неделю отслеживания потоки песни увеличились на 32 % до 28,3 млн, но аудитория эфира сократилась на 1 % до 86,5 млн. В Hot R&B/Hip-Hop Songs «Kill Bill» стал вторым дебютом SZA под номером один после «I Hate U» и продержался на первом месте 21 неделю. Она побила рекорд по продолжительности пребывания песни на вершине чарта, обогнав песню Lil Nas X «Old Town Road» (2019). Также она провела 23 недели на № 1 в рэп-чарте Hot R&B Songs.

## Позиции в чартах
| Чарт (2022—2023)                         | Высшая позиция |
| ---------------------------------------- | -------------- |
| Австралия (ARIA)                         | 1              |
| Австралия (Hip Hop/R&B, ARIA)            | 1              |
| Австрия (Ö3 Austria Top 40)              | 19             |
| Бельгия/Фландрия (Ultratop 50)           | 40             |
| Бельгия/Валлония (Ultratop 50)           | 50             |
| Канада (Billboard Canadian Hot 100)      | 3              |
| Канада (Billboard CHR/Top 40)            | 4              |
| Канада (Billboard Hot AC)                | 35             |
| Хорватия (Billboard)                     | 22             |
| Чехия (Rádio — Top 100)                  | 49             |
| Чехия (Singles Digitál Top 100)          | 23             |
| Дания (Tracklisten)                      | 7              |
| Финляндия (Suomen virallinen lista)      | 16             |
| Франция (SNEP)                           | 34             |
| Германия (GfK)                           | 17             |
| Мир (Billboard Global 200)               | 1              |
| Греция (IFPI)                            | 5              |
| Гонконг (Hong Kong Songs, Billboard)     | 23             |
| Венгрия (Single Top 40)                  | 22             |
| Венгрия (Stream Top 40)                  | 15             |
| Исландия (Plötutíðindi)                  | 4              |
| Индия (India International Singles, IMI) | 12             |
| Индонезия (Billboard)                    | 1              |
| Ирландия (IRMA)                          | 3              |
| Италия (FIMI)                            | 78             |
| Япония (Hot Overseas, Billboard Japan)   | 4              |
| Литва (AGATA)                            | 2              |
| Люксембург (Billboard)                   | 9              |
| Малайзия (Billboard)                     | 1              |
| Малайзия (RIM)                           | 1              |
| MENA (IFPI)                              | 3              |
| Нидерланды (Dutch Top 40)                | 28             |
| Нидерланды (Single Top 100)              | 15             |
| Новая Зеландия (Recorded Music NZ)       | 1              |
| Нигерия (TurnTable Top 100)              | 54             |
| Норвегия (VG-lista)                      | 5              |
| Филиппины (Billboard)                    | 1              |
| Польша (Polish Streaming Top 100)        | 23             |
| Португалия (AFP)                         | 5              |
| Сингапур (RIAS)                          | 1              |
| Словакия (Singles Digitál Top 100)       | 10             |
| ЮАР (Billboard)                          | 8              |
| Республика Корея (Circle)                | 96             |
| Испания (PROMUSICAE)                     | 80             |
| Швеция (Sverigetopplistan)               | 5              |
| Швейцария (Schweizer Hitparade)          | 12             |
| Великобритания (OCC UK Singles)          | 3              |
| Великобритания (OCC UK Hip Hop/R&B)      | 1              |
| США (Billboard Hot 100)                  | 1              |
| США (Billboard Adult Contemporary)       | 30             |
| США (Billboard Adult Pop Airplay)        | 7              |
| США (Billboard Dance/Mix Show Airplay)   | 14             |
| США (Billboard Hot R&B/Hip-Hop Songs)    | 1              |
| США (Billboard Pop Airplay)              | 1              |
| США (Billboard Rhythmic)                 | 1              |
| США (Billboard R&B/Hip-Hop Airplay)      | 3              |

| Чарт (2023)                           | Позиция |
| ------------------------------------- | ------- |
| Canada (Canadian Hot 100)             | 6       |
| Global 200 (Billboard)                | 3       |
| US Billboard Hot 100                  | 3       |
| US Adult Top 40 (Billboard)           | 30      |
| US Dance/Mix Show Airplay (Billboard) | 43      |
| US Hot R&B/Hip-Hop Songs (Billboard)  | 1       |
| US Mainstream Top 40 (Billboard)      | 6       |
| US Rhythmic (Billboard)               | 3       |
| US R&B/Hip-Hop Airplay (Billboard)    | 15      |

## Сертификации
| Регион | Сертификация  | Продажи   |
| --- | ------------- | --------- |
| Австралия (ARIA) | 5× Платиновый | 350 000   |
| Австрия (IFPI Austria) | Платиновый    | 30 000    |
| Бельгия (BEA) | Платиновый    | 40 000    |
| Бразилия (ABPD) | Бриллиантовый | 160 000   |
| Канада (Music Canada) | 6× Платиновый | 480 000   |
| Дания (IFPI Danmark) | Платиновый    | 90 000    |
| Франция (SNEP) | Золотой       | 100 000   |
| Венгрия (Mahasz) | Платиновый    | 4000      |
| Италия (FIMI) | Золотой       | 50 000    |
| Мексика (AMPROFON) | Платиновый    | 140 000   |
| Новая Зеландия (RMNZ) | 4× Платиновый | 120 000   |
| Польша (ZPAV) | Платиновый    | 50 000    |
| Португалия (AFP) | 2× Платиновый | 20 000    |
| Швейцария (IFPI Switzerland) | Платиновый    | 20 000    |
| Великобритания (BPI) | Платиновый    | 600 000   |
| США (RIAA) | 5× Платиновый | 5 000 000 |
| Стриминг |               |           |
| Греция (IFPI Greece) | Платиновый    | 2 000 000 |
| Швеция (GLF) | Платиновый    | 8 000 000 |
| Данные о продажах + прослушиваниях приведены только на основе сертификации. · Данные только о прослушиваниях приведены на основе сертификации. |               |           |